# God Is an Astronaut
God Is an Astronaut – irlandzki zespół post-rockowy założony w 2002 roku w Glen of the Downs.

## Historia
Zespół powstał w 2002 roku. Zawdzięcza swoją nazwę cytatowi z filmu Nocne plemię (Nightbreed). „The End of the Beginning”, pierwszy album zespołu został wydany w 2002 r. Dwa klipy, piosenek „The End of the Beginning” oraz „From Dust to the Beyond” wielokrotnie można było zobaczyć na stacjach należących do spółki MTV.
All Is Violent, All Is Bright (wydany w 2005) jest drugim albumem God Is an Astronaut. Singiel „Fragile” został użyty w 120-minutowym show MTV UK oraz w „The Comedown”. Rok później, zespół wydał EP pod tytułem A Moment of Stillness. Ich trzeci album „Far from Refuge” został wydany w kwietniu 2007, można było go ściągnąć z ich oficjalnej strony internetowej. Czwarty album nosi tytuł „God Is an Astronaut”, został wydany 7 listopada 2008. Pod koniec 2008, zespół rozpoczął pracę nad drugim EP. Jednak później kapela poinformowała, że pracują nad nowym, koncepcyjnym albumem „Age of the Fifth Sun”. 12 lutego 2010 został opublikowany singiel zatytułowany „In The Distance Fading”. Zespół wydał „Age of the Fifth Sun” 17 maja 2010.  Kolejne dzieło wydane przez zespół w dn. 4 września 2013 nosi nazwę "Origins". Dwa lata później powstał kolejny album o nazwie "Helios Erebus" (czerwiec 2015). 27 kwietnia 2018 roku ukazał się ósmy album grupy God Is an Astronaut pt. "Epitaph", składający się z 7 kompozycji.

## Członkowie zespołu
- Torsten Kinsella – wokal, gitara, instrumenty klawiszowe
- Niels Kinsella – gitara basowa, gitara
- Jamie Dean – instrumenty klawiszowe, syntezatory
- Gazz Carr – gitara
- Lloyd Hanney – perkusja

## Dyskografia

### LP
- The End of the Beginning (2002)
- All Is Violent, All Is Bright (2005)
- Far from Refuge (2007)
- God Is an Astronaut (2008)
- Age of the Fifth Sun (2010)
- Origins (2013)
- Helios Erebus (2015)
- Epitaph (2018)
- Ghost Tapes #10 (2021)
- Somnia (2022)
- Embers (2024)

### EP
- A Moment of Stillness (2006)

### Single
- The End of the Beginning (2003)
- From Dust to the Beyond (2003)
- Point Pleasant (2003)
- Coda (2004)
- Fragile (2004)
- Fire Flies and Empty Skies (2005)
- Beyond the Dying Light (2006)
- Tempus Horizon (2006)
- No Return (2007)
- Shining Through (2009) (jedynie do ściągnięcia)
- In The Distance Fading (2010) (12 lutego)